# Абгар IX Великий
Абгар IX Великий (Луций Элий Абгар; лат. Lucius Aelius Megas Abgar IX, греч. μεγας Αβγαρος) — представитель сирийской царской династии, правитель Осроены в 177—212 годах.
Во времена правления Абгара IX Великого христиане пользовались покровительством царя. По одной из версий, этот факт привёл к появлению апокрифического текста, свидетельствующего о переписке Иисуса Христа с Абгаром V Уккамой, предком Абгара IX, хотя некоторые исследователи, например Адольф фон Гарнак, не поддерживают это предположение.
Легенда связывала его с Абгаром V, современником Иисуса Христа, и перенесла события II века, связанные с принятием Абгаром IX христианства, к началу нашей эры. С перенесением этой легенды на армянскую почву Абгар IX в некоторых исторических трудах арменизировался, что послужило поводом для включения его имени в список армянских царей.
Лукас Ван Ромпей, заслуженный профессор религиоведения, отмечает следующее: «Что касается этнического происхождения царей Абгаридов, мы не можем установить, были ли они арабами (на что могут указывать некоторые имена), арамеями, парфянами или армянами»